# Thor Möger Pedersen
 Der er flere personer med dette navn, se Thor Pedersen (flertydig).
Thor Möger Pedersen (født 31. januar 1985 i Valby) er en dansk politiker, der 2011-12 var skatteminister. Han var tidligere strategisk rådgiver for SF og har desuden været formand for Danske Gymnasieelevers Sammenslutning (DGS) og talsmand for STOP NU-initiativet.

## Baggrund
Hans far er direktør Torben Möger Pedersen og mor Janne Gry Poulsen. Hans søster er Gry Möger Poulsen.
Thor Möger Pedersen er gift med Nanna Westerby. Sammen har de to børn.[kilde mangler]
Thor Möger Pedersen blev student fra Frederiksborg Gymnasium i 2004. Han startede herefter som stud.scient.pol. på Københavns Universitet. Han afbrød sine studier i 2005.
Efter at have afsluttet sit engagement i DGS, blev han først sekretariatsleder (2005-06) og dernæst landsledelses- og forretningsudvalgsmedlem (2006-2007) i Socialistisk Folkepartis Ungdom. Herefter blev han ansat som kampagnekoordinator på SF's partisekretariat på Christiansborg, hvor han bl.a. stod bag SF's valgkamp i 2007.

## Politisk karriere
På SF's landsmøde i april 2010 blev Thor Möger Pedersen i en alder af 25 år valgt til partiets landsledelse, der efterfølgende valgte ham som næstformand for partiet. Thor Möger Pedersen trak sig fra posten som næstformand, da han blev tildelt posten som skatteminister. Thor Möger Pedersen selv forklarede, at det hele tiden havde været planen, at han ikke ville besidde begge poster samtidigt. Andre mener, at han måtte opgive næstformandsposten grundet intern kritik.
Thor Möger Pedersen var opstillet for Socialistisk Folkeparti ved folketingsvalget 2011, men blev ikke valgt ind i Folketinget. Han blev opstillet som nr. 4 på listen efter i Københavns Omegn efter Holger K. Nielsen, Bilal Inekci og Pernille Frahm. Thor Möger Pedersen fik 684 personlige stemmer.
3. oktober 2011 blev Thor Möger Pedersen udnævnt til skatteminister som del af Regeringen Helle Thorning-Schmidt I. Han var ved udnævnelsen 26 år, hvilket betyder, at han er den yngste danske minister nogensinde. Udnævnelsen førte til kritik fra nogle af SF's medlemmer, som ikke mente Thor Möger Pedersen havde hverken kompetencerne eller vælgermæssigt mandat (jf. det lave antal personlige stemmer) til at være minister. Det er tidligere flere gange set, at personer, som ikke er valgt til Folketinget, er blevet udnævnt til ministre (eksempelvis Lykke Friis).
Thor Möger Pedersen lagde den 18. januar 2012 op til en skattereform ved at skrive en kronik til Berlingske Tidende med titlen En skattereform til dem der trækker læsset.
15. oktober 2012 offentliggjorde Thor Möger Pedersen selv, at han var blevet fyret fra sin post som skatteminister af den nyvalgte partileder Annette Vilhelmsen. SF i Aarhus meddelte samtidigt, at Thor Möger Pedersen stadigvæk var deres folketingskandidat. Den 21. januar blev det imidlertid offentliggjort, at han opgav sit folketingskandidatur, da han skulle være vært på et debatprogram på DR2. Hos DR blev det til 34 udsendelser af Gadens Parlament før han i juli valgte at stoppe med virkning fra den 31. august.
27. juni 2013 oplyste han, at han har skiftet fra SF til Socialdemokraterne.